# Gabriel Bortoleto
Gabriel Bortoleto (Osasco, 14 ottobre 2004) è un pilota automobilistico brasiliano, attivo in Formula 1 con la Sauber. Nel corso della sua carriera è stato campione della Formula 3 nel 2023 e campione della Formula 2 nel 2024.
Dal 2022 è entrato nella A14 Management, il programma di gestioni per giovani piloti del due volte campione di Formula 1, Fernando Alonso. Nel 2024 ha fatto parte del McLaren Young Driver Programme, per poi esordire in Formula 1 nel 2025 con il team Sauber.

## Carriera

### Kart e formule minori
Bortoleto dal 2012 inizia a correre in kart nel Campionato Sulbrasileiro ed in altre competizioni nazionali. Nel 2015 si trasferisce in Italia. Nel 2018, passato a campionati internazionali, ottiene i suoi migliori risultati: arriva terzo sia nel Campionato Europeo che nel Campionato del Mondo classe OKJ, inoltre diventa vice-campione nella WSK Super Master Series dietro a Gabriele Minì.
Nel 2020 passa alle monoposto, correndo per il Prema Powerteam nel Campionato italiano di Formula 4. Bortoleto dopo un inizio a rilento ottiene cinque podi tra cui una vittoria nella seconda gara del Mugello, davanti a Gabriele Minì e Dino Beganovic. Il brasiliano chiude la sua prima stagione in monoposto al quinto posto in classifica generale e quarto tra i Rookie.

### Formula regionale

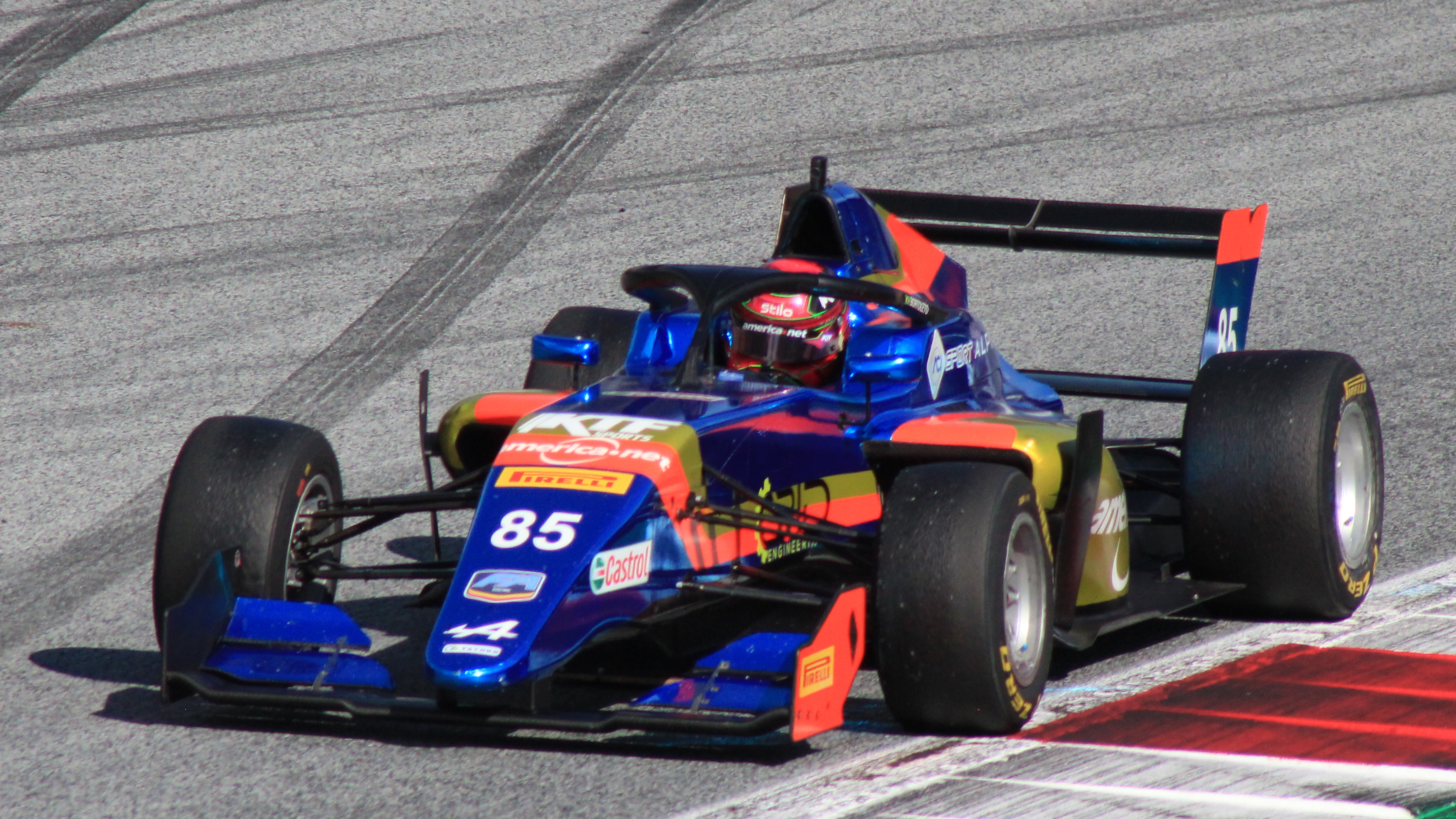
Gabriel Bortoleto nel 2021 durante il round al Red Bull Ring

Nel 2021 passa alla Formula 3 europea regionale con il team FA Racing sostenuto da MP Motorsport. Il brasiliano dopo un inizio più complicato del previsto ottiene il suo primo ed unico podio in stagione: un terzo posto, poi divenuto secondo grazie alla squalifica di Franco Colapinto nella seconda gara del Red Bull Ring. Sul finire della stagione ottiene altri risultati a punti che portano il pilota al quindicesimo posto in classifica e quinto in classifica Rookie. 
Nel gennaio del 2022, Bortoleto con il team 3Y Technology partecipa alle prime sei gare della Formula Regional Asia. Il brasiliano ottiene anche una vittoria nella seconda gara a Yas Marina. Nel resto dell'anno dopo aver partecipato al round inaugurale della Stock Car Brasil in coppia con Gianluca Petecof torna nella Formula 3 europea passando al team campione in carica, R-ace GP. Dopo aver ottenuto due podi arriva sul Circuito di Spa-Francorchamps la sua prima vittoria nella categoria, grazie alla penalità di Hadrien David. Sul Circuito di Catalogna conquista la sua prima Pole ed in seguito la seconda vittoria. Nel ultima gara della stagione al Mugello ottiene un'altra pole ma in gara arriva secondo dietro a Gabriele Minì. Chiude la sua seconda stagione nella serie al sesto posto.

### Formula 3

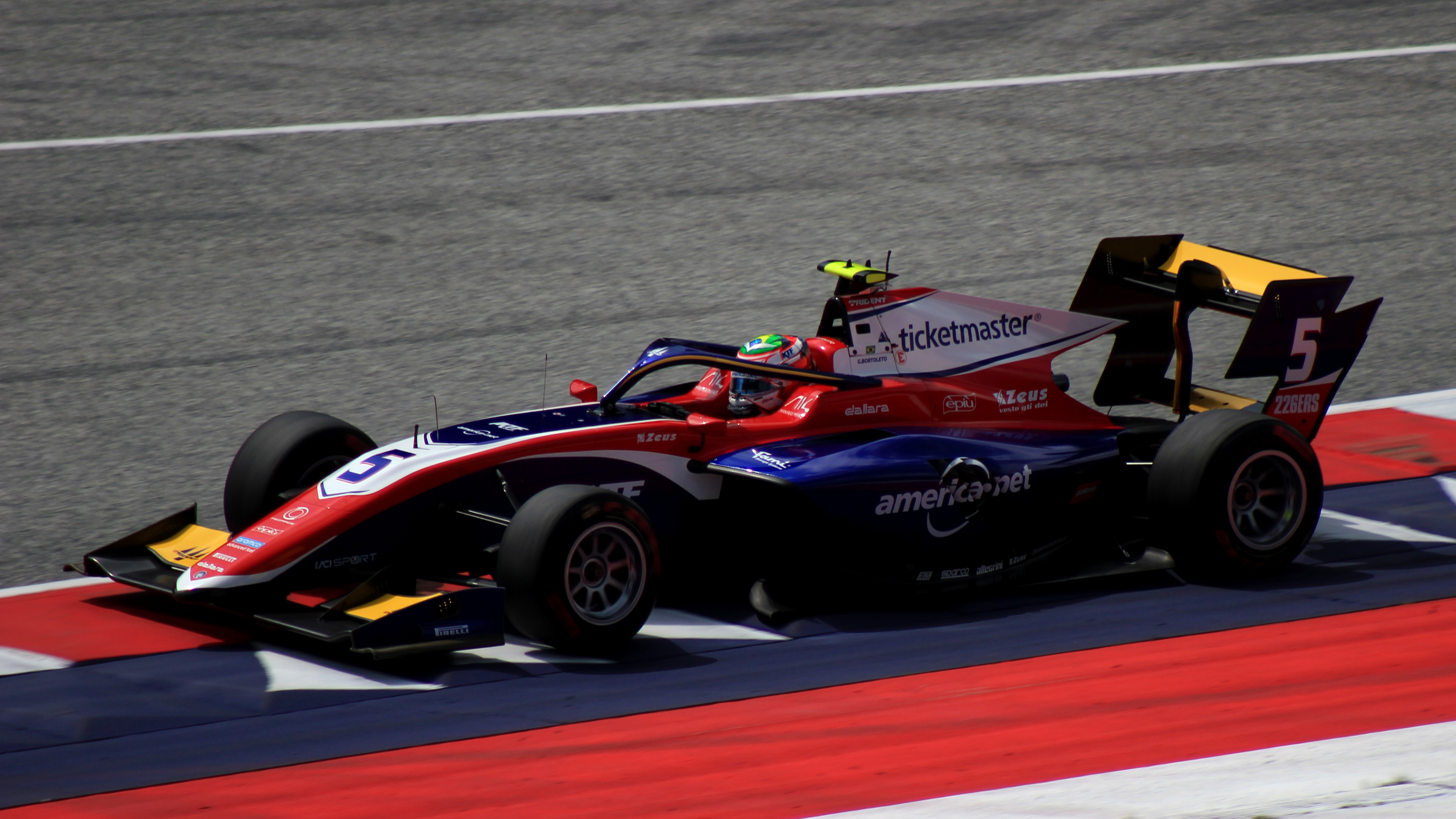
Gabriel Bortoleto alla guida della Dallara F3 2019

Nel settembre del 2022 il team Trident annuncia Gabriel Bortoleto per la stagione 2023 della Formula 3. Il brasiliano si dimostra subito competitivo in gara due del Bahrain, chiude secondo sul tracciato ma per una penalità di Gabriele Minì vince la corsa. Nel secondo round a Melbourne ottiene la Pole position e la vittoria in gara due davanti a Grégoire Saucy. Dopo cinque risultati sempre a punti, nella seconda corsa del Red Bull Ring ritorna a podio arrivando secondo dietro Zak O'Sullivan, si ripete in altre due occasioni, nella prima corsa di Silverstone dove chiude dietro Franco Colapinto e nella prima corsa del Hungaroring dietro Gabriele Minì. A fine delle qualifiche di Monza, ultimo round della stagione, Bortoleto si laurea campione della serie. Nel resto del weekend monzese ottiene il secondo posto dietro Franco Colapinto in gara uno.

### Formula 2

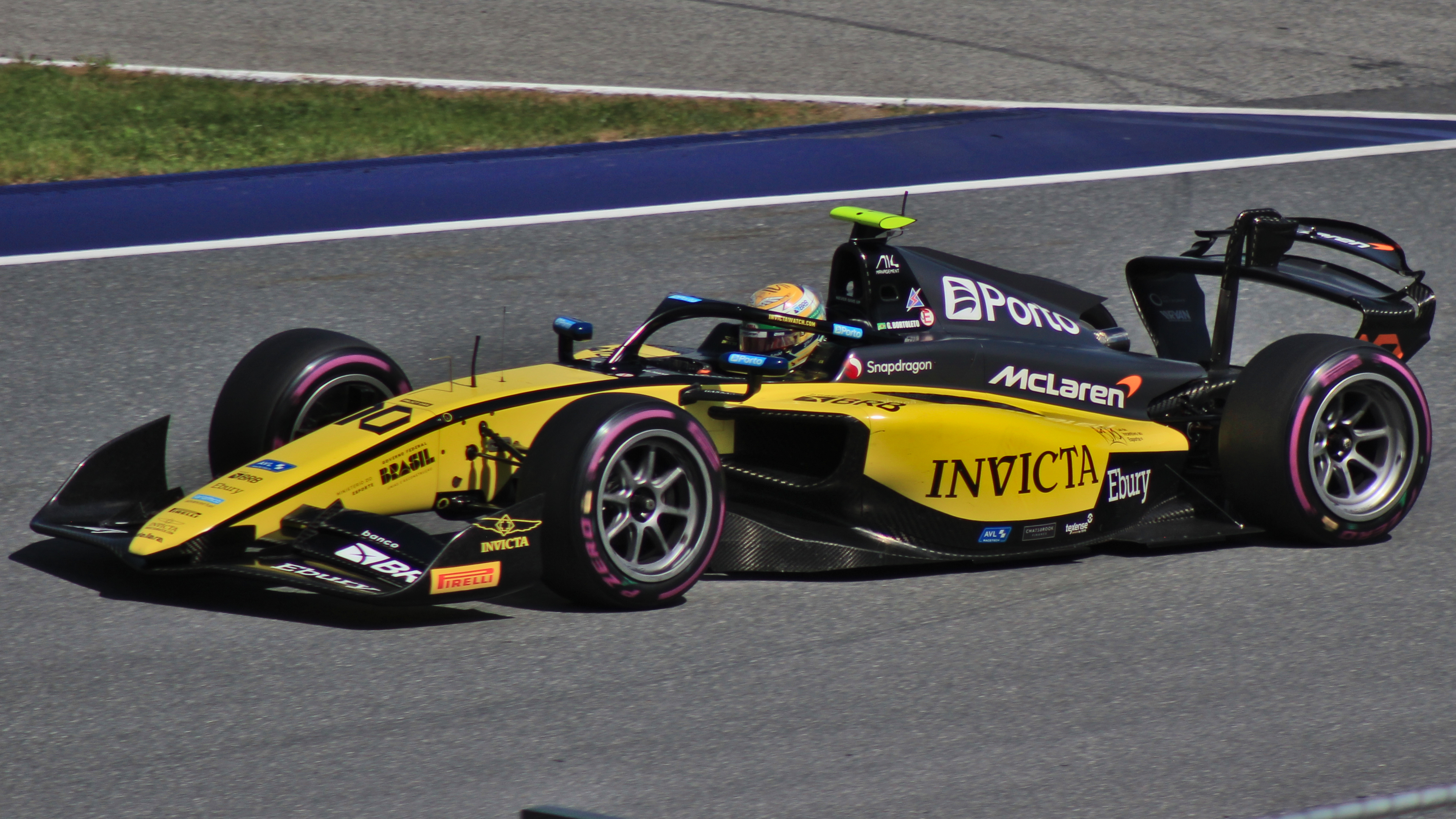
Gabriel Bortoleto nel 2024 durante la stagione di F2

Nel 2024, con il supporto della McLaren Young Driver Programme, passa alla Formula 2 correndo per il team Invicta Virtuosi Racing. Nella prima qualifica della stagione chiude al secondo posto, ma il poleman Kush Maini viene squalificato ed il brasiliano eredita la Pole. Il pilota brasiliano ottiene la sua seconda pole ad Imola e nella Feature Race ottiene il secondo posto dietro Isack Hadjar. Anche nella Sprint Race Montecarlo il pilota brasiliano ottiene in secondo posto dietro Taylor Barnard, per la sua prima vittoria nella serie, il brasiliano deve aspettare la Feature Race di Spielberg dove vince davanti a Franco Colapinto. Nel round seguente a Silverstone, ottiene, nella Sprint, il terzo posto superando il suo compagno di team, Kush Maini nelle ultime curve. Dopo la gara proprio per il sorpasso al ultimo giro, avvenuto uscendo dalla pista, riceve una penalità e perde il podio. Il podio arriva nella Feature Race di Spa dove chiude secondo dietro Isack Hadjar. Nella Feature Race di Monza parte ultimo ma grazie a un ottimo passo e una buona strategia riesce a rimontare fino a vincere la gara. A Lusail taglia il traguardo per primo ma viene penalizzato scendendo al terzo posto, con questo risultato arriva all'ultimo round stagionale con solo mezzo punti di vantaggio su Isack Hadjar. Ad Abu Dhabi con il secondo posto nella Feature Race si laurea campione di Formula 2 e vince anche il Premio Anthoine Hubert.

### Prime esperienze nei test
Dopo la vittoria del titolo in Formula 3, nel 2023, Bortoleto entra nel Junior team della scuderia di Formula 1, McLaren. Nel settembre dello stesso anno scende in pista in un test per la prima volta con una vettura di Formula 1. Il brasiliano testa la McLaren MCL36 al Red Bull Ring.

#### Esordio in Sauber (2025-)

##### 2025
Il 6 novembre del 2024 viene ufficializzato il passaggio al team Sauber per correre la stagione 2025 di Formula al fianco di Nico Hülkenberg. Di conseguenza al suo passaggio in Sauber, il pilota brasiliano lascia la McLaren Young Driver Programme. Il suo numero di gara è il 5.
L'inizio di stagione per il brasiliano è complicato, anche per via di una vettura inizialmente poco performante; inizia la stagione con un ritiro in Australia, risultato che si verifica nuovamente a Monaco dimostrando alcune difficoltà in questa prima fase, cogliendo come miglior risultato un dodicesimo posto in Spagna.
Dall'appuntamento iberico in poi, complice gli sviluppi apportati alla vettura, riesce a dimostrarsi più competitivo in gara, cogliendo i suoi primi punti iridati in Austria, rendendosi protagonista di un duello con il proprio manager Fernando Alonso, segue poi un ritiro in Gran Bretagna, ma il periodo positivo continua anche nelle ultime due gare prima della pausa estiva, arrivando nono in Belgio e sesto in Ungheria, suo miglior risultato in carriera fino a quel momento.

## Risultati

### Riassunto della carriera
| Stagione | Serie                       | Team            | Gare | Vittorie | Pole | GPV | Podi | Punti | Pos. |
| -------- | --------------------------- | --------------- | ---- | -------- | ---- | --- | ---- | ----- | ---- |
| 2020     | Formula 4 italiana          | Prema Powerteam | 20   | 1        | 4    | 1   | 5    | 157   | 5°   |
| 2021     | Formula 3 europea regionale | FA Racing by MP | 20   | 0        | 0    | 0   | 1    | 44    | 15°  |
| 2021     | Stock Car Light Brasil      | KTF Racing      | 4    | 1        | 1    | 0   | 1    | 60    | 13°  |
| 2022     | Formula Regional Asia       | 3Y by R-ace GP  | 6    | 1        | 0    | 0   | 1    | 46    | 14°  |
| 2022     | Formula 3 europea regionale | R-ace GP        | 20   | 2        | 2    | 1   | 5    | 176   | 6°   |
| 2022     | Stock Car Brasil            | KTF Sports      | 1    | 0        | 0    | 0   | 0    | 0     | NC†  |
| 2023     | Formula 3                   | Trident         | 18   | 2        | 1    | 3   | 6    | 164   | 1°   |
| 2024     | Formula 2                   | Invicta Racing  | 28   | 2        | 2    | 0   | 8    | 214,5 | 1°   |
| 2025     | Formula 1                   | Sauber          | 14   | 0        | 0    | 0   | 0    | 14*   |      |

* Stagione in corso.
† Bortoleto era un pilota ospite, non idoneo ad ottenere punti.

### Risultati Formula 4 italiana
(legenda) (Le gare in grassetto indicano la pole position) (Le gare in corsivo indicano Gpv)
| Stagione | Team            | 1   | 2   | 3   | 4   | 5   | 6   | 7   | 8   | 9   | 10  | 11  | 12  | 13  | 14  | 15  | 16  | 17  | 18  | 19  | 20  | 21  | Punti | Pos. |
| -------- | --------------- | --- | --- | --- | --- | --- | --- | --- | --- | --- | --- | --- | --- | --- | --- | --- | --- | --- | --- | --- | --- | --- | ----- | ---- |
| 2020     | Prema Powerteam | MIS | MIS | MIS | IMO | IMO | IMO | RBR | RBR | RBR | MUG | MUG | MUG | MNZ | MNZ | MNZ | IMO | IMO | IMO | VLL | VLL | VLL | 157   | 5º   |
| 2020     | Prema Powerteam | 7   | 7   | 11  | 8   | 7   | Rit | 7   | 7   | 13  | 2   | 1   | 3   | 18† | 3   | 2   | Rit | 8   | 8   | 4   | C   | 4   | 157   | 5º   |

### Risultati Formula 3 asiatica
(legenda) (Le gare in grassetto indicano la pole position) (Le gare in corsivo indicano Gpv)
| Stagione | Squadra                   | 1   | 2   | 3   | 4   | 5   | 6   | 7   | 8   | 9   | 10  | 11  | 12  | 13  | 14  | 15  | Punti | Pos. |
| -------- | ------------------------- | --- | --- | --- | --- | --- | --- | --- | --- | --- | --- | --- | --- | --- | --- | --- | ----- | ---- |
| 2022     | 3Y Technology by R-ace GP | ABU | ABU | ABU | DUB | DUB | DUB | DUB | DUB | DUB | DUB | DUB | DUB | ABU | ABU | ABU | 46    | 14º  |
| 2022     | 3Y Technology by R-ace GP | 10  | 1   | 6   | 6   | Rit | 8   |     |     |     |     |     |     |     |     |     | 46    | 14º  |

### Risultati Formula 3 regionale europea
(legenda) (Le gare in grassetto indicano la pole position) (Le gare in corsivo indicano Gpv)
| Stagione | Team            | 1   | 2   | 3   | 4   | 5   | 6   | 7   | 8   | 9   | 10  | 11  | 12  | 13  | 14  | 15  | 16  | 17  | 18  | 19  | 20  | Punti | Pos. |
| -------- | --------------- | --- | --- | --- | --- | --- | --- | --- | --- | --- | --- | --- | --- | --- | --- | --- | --- | --- | --- | --- | --- | ----- | ---- |
| 2021     | FA Racing by MP | IMO | IMO | CAT | CAT | MON | MON | LEC | LEC | ZAN | ZAN | SPA | SPA | RBR | RBR | VAL | VAL | MUG | MUG | MNZ | MNZ | 44    | 15º  |
| 2021     | FA Racing by MP | 9   | 11  | 23  | 22  | 23  | 21  | 18  | 28  | 17  | 18  | 28  | 12  | 7   | 2   | 11  | 9   | 6   | 8   | 8   | 28  | 44    | 15º  |
| 2022     | R-ace GP        | MNZ | MNZ | IMO | IMO | MON | MON | LEC | LEC | ZAN | ZAN | HUN | HUN | SPA | SPA | RBR | RBR | CAT | CAT | MUG | MUG | 176   | 6º   |
| 2022     | R-ace GP        | 6   | 9   | 7   | 3   | 6   | 5   | 4   | 5   | Rit | 8   | 9   | 3   | 14  | 1   | 15  | 5   | 7   | 1   | Rit | 2   | 176   | 6º   |

### Risultati in Formula 3
(legenda) (Le gare in grassetto indicano la pole position) (Le gare in corsivo indicano Gpv)
| Anno | Team    | 1   | 2   | 3   | 4   | 5   | 6   | 7   | 8   | 9   | 10  | 11  | 12  | 13  | 14  | 15  | 16  | 17  | 18  | Punti | Pos. |
| ---- | ------- | --- | --- | --- | --- | --- | --- | --- | --- | --- | --- | --- | --- | --- | --- | --- | --- | --- | --- | ----- | ---- |
| 2023 | Trident | BHR | BHR | MEL | MEL | MON | MON | CAT | CAT | RBR | RBR | SIL | SIL | HUN | HUN | SPA | SPA | MNZ | MNZ | 164   | 1º   |
| 2023 | Trident | 19  | 1   | 6   | 1   | 6   | 5   | 4   | 4   | 10  | 2   | 2   | 6   | 2   | 7   | Rit | 11  | 2   | 5   | 164   | 1º   |

### Risultati in Formula 2
(legenda) (Le gare in grassetto indicano la pole position) (Le gare in corsivo indicano Gpv)
| Stagione | Team           | 1   | 2   | 3   | 4   | 5   | 6   | 7   | 8   | 9   | 10  | 11  | 12  | 13  | 14  | 15  | 16  | 17  | 18  | 19  | 20  | 21  | 22  | 23  | 24  | 25  | 26  | 27  | 28  | Punti | Pos. |
| -------- | -------------- | --- | --- | --- | --- | --- | --- | --- | --- | --- | --- | --- | --- | --- | --- | --- | --- | --- | --- | --- | --- | --- | --- | --- | --- | --- | --- | --- | --- | ----- | ---- |
| 2024     | Invicta Racing | BHR | BHR | JED | JED | ALB | ALB | IMO | IMO | MON | MON | CAT | CAT | RBR | RBR | SIL | SIL | HUN | HUN | SPA | SPA | MNZ | MNZ | BAK | BAK | LUS | LUS | YMC | YMC | 214,5 | 1º   |
| 2024     | Invicta Racing | 6   | 5   | 10  | Rit | Rit | Rit | 6   | 2   | 2   | 8   | 5   | 7   | 4   | 1   | 4   | 6   | 16  | 4   | 10  | 2   | 8   | 1   | 5   | 4   | 5   | 3   | 2   | 2   | 214,5 | 1º   |

### Risultati in Formula 1
| 2025 | Scuderia | Vettura |     |    |    |    |    |     |    |    |    |    |   |     |   |   |  |  |  |  |  |  |  |  |  |  | Punti | Pos. |
| ---- | -------- | ------- | --- | -- | -- | -- | -- | --- | -- | -- | -- | -- | - | --- | - | - |  |  |  |  |  |  |  |  |  |  | ----- | ---- |
| 2025 | Sauber   | C45     | Rit | 14 | 19 | 18 | 18 | Rit | 18 | 14 | 12 | 14 | 8 | Rit | 9 | 6 |  |  |  |  |  |  |  |  |  |  | 14    |      |

| Legenda | 1º posto     | 2º posto | 3º posto    | A punti         | Senza punti/Non class.  | Grassetto – Pole position Corsivo – Giro più veloce Apice – Risultato Sprint (A punti) |
| Legenda | Squalificato | Ritirato | Non partito | Non qualificato | Solo prove/Terzo pilota | Grassetto – Pole position Corsivo – Giro più veloce Apice – Risultato Sprint (A punti) |